# Im Kwon-taek
Im Kwon-taek (* 2. November 1934 in der Grafschaft Jangseong-gun, Unterprovinz Zenra-nandō, Provinz Chōsen, früheres Japanisches Kaiserreich, heutiges Südkorea) ist ein südkoreanischer Filmemacher. Er gilt als wichtigster Vertreter des südkoreanischen Nachkriegskinos.
Seine Eltern ließen ihn erst am 2. März 1936 registrieren. Daher rührt die falsche Angabe des Geburtstages in vielen Biographien.

## Leben
Im Kwon-taek wuchs in Gwangju als eines von sieben Kindern auf, wo er auch zur High School ging. Seine Eltern waren Bauern. Im Alter von 18 Jahren zog er noch Busan, um dort zu arbeiten (als Maurer oder in einer Werkstatt, in der alte Schnürstiefel der amerikanischen Armee zu Schuhen für Südkoreaner umgearbeitet wurden). Er kam eher aus Zufall und ohne großes anfängliches Interesse zum Film. Freunde boten ihm an, in Seoul Hilfsarbeiten als Gegenleistung für Kost und Unterkunft zu verrichten. 1956 zog er nach Seoul, wo ihm der Regisseur Chung Chang-hwa Arbeit als Produktionsassistent anbot. 1962 durfte er seinen ersten Film als Regisseur drehen (Dumanganga jal itgeola – Farewell to the Duman River).
Bis in die späten 1970er-Jahre drehte er hauptsächlich Unterhaltungsfilme rein kommerzieller Natur aller möglichen Gattungen (Kriegsfilme, Actionfilme, historische Inszenierungen, Komödien und vor allem Melodramen). Allein im Jahr 1970 drehte er acht Filme. Später wurden seine Filme ernster und beschäftigten sich mit bedeutenden Themen der koreanischen Kultur, der koreanischen Gesellschaft oder der koreanischen Geschichte. Im bezeichnet den 1973 gedrehten Jabcho (The Deserted Widow) als den ersten Film eigner Handschrift. Von den ersten 77 Filmen vor Jokbo (The Genealogy, 1979) sind lediglich noch 26 erhalten, davon 18 nur im Negativ.
1993 gelang ihm mit Seopyeonje (Sopjonye – Die blinde Sängerin) der bis zu diesem Zeitpunkt größte finanzielle Erfolg der südkoreanischen Kinogeschichte (1,3 Millionen Kinogänger).
Im Kwon-taek wurde 1981 mit seinem Film Mandala zu den Berliner Filmfestspielen eingeladen. Durch den Film wurde Im zur Filmgröße schlechthin in Südkorea. Mandala handelt von zwei Mönchen, die die Rolle und Bedeutung des Buddhismus in der koreanischen Gesellschaft ergründen wollen. 1995 stand er mit Taebek sanmaek (Das Taebaek-Gebirge) erstmals im Wettbewerb von Berlin. Und Das Lied der treuen Chunhyang (Chunhyang) war 2000 der erste südkoreanische Film überhaupt, der zu den Internationalen Filmfestspielen von Cannes eingeladen wurde. 2015 war sein Film Revivre (Hwajang) Teil des Programms der Woche der Kritik in Berlin.
Er ist verheiratet mit der Schauspielerin Chae Ryeong und hat mit ihr zwei Söhne. Der jüngere Sohn, Im Dong-jae (bekannt als Kwon Hyun-sang), ist ebenfalls im Showgeschäft tätig. Er ist ein bekannter südkoreanischer Film- und Fernsehschauspieler.

## Filmografie (Auswahl)
- 1962:  Dumanganga jal itgeola
- 1962: Jeonjaenggwa noin
- 1963: Danjang lok
- 1963: Mangbuseog
- 1968: Yohwa jang huibin
- 1971: Samsin nyeonmanui daegyeol
- 1973: Jabcho
- 1975: Wae guraetdeonga
- 1976: Wangsimni
- 1979: Jokbo
- 1980: Gitbaleobtneun gisu
- 1980: Jagko
- 1981: Mandala – Die blinden Augen des Herzens (Mandala)
- 1982: Abenko gongsugunda
- 1983: Bul-ui ttal
- 1984: Herueneun gangbuleul eojji makeurya
- 1986: Gilsodom – Zerrissenes Land (길소뜸 Gilsotteum)
- 1986: Ticket (Ticket)
- 1987: Adada (Adada)
- 1987: Die Leihmutter (Sibaji)
- 1988: Yeonsan ilgi
- 1989: Der Pfad der Erleuchtung (Aje aje bara aje)
- 1990: Janggunui adeul
- 1991: Gaebyeok
- 1991: Janggunui adeul II
- 1993: Sopyonje – Die blinde Sängerin (Seopyeonje)
- 1994: Das Taebaek-Gebirge (Taebek sanmaek)
- 1996: Chukje
- 1997: Downfall
- 2000: Das Lied der treuen Chunhyang (Chunhyangdyeon)
- 2002: Im Rausch der Farben und der Liebe (Chihwaseon)
- 2004: Haryu insaeng
- 2007: Cheonnyeonhak
- 2011: Hanji
- 2014: Revivre (화장 Hwajang)

## Auszeichnungen
Im Kwon-taek und seine Filme haben alle erdenklichen Preise in Südkorea gewonnen. Hier einige Beispiele:
- Wangshibri: Preis für den besten Film und die beste Regie beim 12. Korean Drama and Film Award
- Nakdongkanuen heureuneunga: Regiepreis beim 13. Korean Drama and Film Award
- Jokbo: Preise für den besten Film und die beste Regie beim 17. Daejong-Filmpreis (Grand Bell Award Film Festival, Seoul), sowie beim Movie Reporter Award
- Gitbaleobtneun gisu: Preis für den besten Film beim 18. Dae Jong Award
- Chakko: Preis für den besten antikommunistischen Film beim 19. Daejong-Filmpreis
- Mandala: Preis für den besten Film und die beste Regie beim 20. Daejong-Filmpreis
- Angae maeul: Preis für den besten Film und die beste Regie beim 19. Korean Drama and Film Award
- Gilsoddeum: Preis für die beste Regie beim 22. Korean Drama and Film Award und beim 6. Film Critics Award, sowie den Preis für den besten Film beim 24. Dae Jong Award
- Ticket: Preis für den besten Film und die beste Regie beim 7. Film Critics Award, sowie der Preis für die beste Regie beim 25. Daejong-Filmpreis
- Yeonsan ilgi: Preis für den besten Film und die beste Regie beim 26. Daejong-Filmpreis
- Aje aje bara aje: Preis für den besten Film beim 27. Daejong-Filmpreis
- Janggunui adeul: Film des Jahres 1990, Preis für den besten koreanischen Film und den besten populären Film beim 11. Chung Ryong Award
- Gaebyeok: Film des Jahres 1991, Preis für den besten Film beim 30. Daejong-Filmpreis, sowie der Preis für die beste Regie beim 12. Chung Ryong Award
- Janggunui adeul III: Film des Jahres 1992
- Seopyeonje: unter anderem Preis für den besten Film beim 30. Daejong-Filmpreis
- Taeken sanmaek: Film des Jahres 1994 und der Preis für den besten Film beim 5. Chun Sa Film Award
- Chukje: Film des Jahres 1996, sowie die Preise für den besten Film und die beste Regie beim 17. Chung Ryong Award und beim 16. Film Critics Award
- Chunhyang: Spezialpreis der Jury beim 37. Dae Jong Award und der NETPAC Award für Im Kwon-taek beim Pusan International Film Festival

Auch bei internationalen Filmfestivals konnte er Ehrungen erhalten. Mandala (1981) gewann den Großen Preis auf dem Filmfestival in Hawaii. Beim Chicago International Film Festival 1986 bekam Im den World Peace Medal Award für Gilsoddeum. 1987 gewann Sibaji den Preis für den besten Film und die beste Regie beim 32. Asia-Pacific Film Festival. Chunhyang gewann 2000 den Preis für den besten Spielfilm beim Internationalen Filmfestival in Hawaii und wurde mit dem Silver Screen Award in der Kategorie Bester Asiatischer Regisseur beim Internationalen Filmfestival von Singapur ausgezeichnet.
Im wurde 2002 bei den Internationalen Filmfestspielen von Cannes 2002 für Im Rausch der Farben und der Liebe mit dem Preis für die beste Regie ausgezeichnet.
2005 wurde Im Kwon-taek mit dem Goldenen Ehrenbären im Rahmen der Internationalen Filmfestspiele von Berlin 2005 für sein Lebenswerk bedacht.
Seopyeonje (1993) ist der am meisten ausgezeichnete südkoreanische Film, der je produziert wurde. Er erhielt 27 südkoreanische und drei internationale Preise, zum Beispiel: Preis für die beste Regie (Golden Goblet).
Außerdem wurde seine Hauptdarstellerin Kang Soo-yeon für Sibaji (Die Leihmutter) 1987 bei den Filmfestspielen von Venedig mit dem Preis für die Beste Schauspielerin ausgezeichnet.
2015 wurde er bei den Asian Film Awards für sein Lebenswerk geehrt.